# بريان سلافين
بريان سلافين (بالإنجليزية: Bryan Slavin)‏ (23 سبتمبر 1977 في المملكة المتحدة - ) هو مدرب كرة قدم ولاعب كرة قدم بريطاني في مركز الوسط. لعب مع Auchinleck Talbot F.C. ‏ وDalry Thistle F.C. ‏ وLargs Thistle F.C. ‏ وSaltcoats Victoria F.C. ‏ ونادي غرينوك مورتون.

## وصلات خارجية
- بريان سلافين على موقع Soccerbase.com (لاعب) (الإنجليزية)